# Liste der Mitglieder des Bayerischen Landtags (13. Wahlperiode)
Diese Liste gibt einen Überblick über alle Mitglieder des Bayerischen Landtags in der 13. Wahlperiode (20. Oktober 1994 bis 9. Juli 1998).

## Abgeordnete
| Name                          | Lebens- daten | Partei       | Stimmkreis/Wahlkreis                     | Anmerkungen                                                                              |
| ----------------------------- | ------------- | ------------ | ---------------------------------------- | ---------------------------------------------------------------------------------------- |
| Manfred Ach                   | 1940–2024     | CSU          | Würzburg-Land                            |                                                                                          |
| Ilse Aigner                   | 1964          | CSU          | Oberbayern                               |                                                                                          |
| Dorle Baumann                 | 1947          | SPD          | Oberbayern                               |                                                                                          |
| Martin Bayerstorfer           | 1966          | CSU          | Oberbayern                               | nachgerückt am 2. Mai 1996 für Xaver Bittl                                               |
| Adolf Beck                    | 1938–2009     | CSU          | Regensburg-Land-Ost                      |                                                                                          |
| Günther Beckstein             | 1943          | CSU          | Mittelfranken                            | Staatsminister                                                                           |
| Irmlind Berg                  | 1941          | SPD          | Oberbayern                               |                                                                                          |
| Otmar Bernhard                | 1946          | CSU          | München-Pasing                           |                                                                                          |
| Susann Biedefeld              | 1964          | SPD          | Oberfranken                              |                                                                                          |
| Xaver Bittl                   | 1943          | CSU          | Eichstätt                                | ausgeschieden am 30. April 1996                                                          |
| Josef Blöchl                  | 1938–2006     | CSU          | Freyung-Grafenau                         |                                                                                          |
| Reinhold Bocklet              | 1943          | CSU          | Oberbayern                               | Staatsminister                                                                           |
| Johann Böhm                   | 1937          | CSU          | Rhön-Grabfeld                            | Landtagspräsident                                                                        |
| Max Brandl                    | 1938          | SPD          | Niederbayern                             |                                                                                          |
| Klaus Dieter Breitschwert     | 1943          | CSU          | Mittelfranken                            |                                                                                          |
| Franz Brosch                  | 1949          | CSU          | Kitzingen                                |                                                                                          |
| Helmut Brunner                | 1954          | CSU          | Regen                                    |                                                                                          |
| Manfred Christ                | 1940–2020     | CSU          | Unterfranken                             |                                                                                          |
| Helmuth Coqui                 | 1935–2019     | SPD          | Oberbayern                               |                                                                                          |
| Sepp Daxenberger              | 1962–2010     | B’90/Grüne   | Oberbayern                               | ausgeschieden am 10. Mai 1996                                                            |
| Marianne Deml                 | 1949          | CSU          | Schwandorf                               | Staatssekretärin                                                                         |
| Adolf Dinglreiter             | 1935–2024     | CSU          | Rosenheim-Ost                            |                                                                                          |
| Renate Dodell                 | 1952          | CSU          | Weilheim-Schongau                        |                                                                                          |
| Heinz Donhauser               | 1951          | CSU          | Amberg-Sulzbach                          |                                                                                          |
| Kurt Eckstein                 | 1947          | CSU          | Nürnberger Land                          |                                                                                          |
| Udo Egleder                   | 1951          | SPD          | Niederbayern                             |                                                                                          |
| Rudolf Anton Engelhard        | 1950          | CSU          | Pfaffenhofen an der Ilm                  | ausgeschieden am 31. Juli 1996                                                           |
| Walter Engelhardt             | 1939–2022     | SPD          | Oberfranken                              |                                                                                          |
| Josef Eppeneder               | 1947          | CSU          | Niederbayern                             |                                                                                          |
| Herbert Ettengruber           | 1941          | CSU          | Niederbayern                             | nachgerückt am 1. April 1996 für Herbert Huber                                           |
| Walter Eykmann                | 1937          | CSU          | Würzburg-Stadt                           |                                                                                          |
| Ingrid Fickler                | 1940          | CSU          | Schwaben                                 |                                                                                          |
| Anneliese Fischer             | 1925–2020     | CSU          | Oberfranken                              | Landtagsvizepräsidentin                                                                  |
| Herbert Fischer               | 1940–2019     | CSU          | Oberpfalz                                |                                                                                          |
| Manfred Fleischer             | 1954          | fraktionslos | Oberbayern                               | bis 15. September 1997 B’90/Grüne                                                        |
| Herbert Franz                 | 1936          | SPD          | Unterfranken                             |                                                                                          |
| Dietmar Franzke               | 1941–2023     | SPD          | Niederbayern                             |                                                                                          |
| Karl Freller                  | 1956          | CSU          | Nürnberg-Süd                             |                                                                                          |
| Günter Gabsteiger             | 1942          | CSU          | Fürth-Land                               |                                                                                          |
| Peter Paul Gantzer            | 1938          | SPD          | Oberbayern                               |                                                                                          |
| Wolfgang Gartzke              | 1953          | SPD          | Mittelfranken                            |                                                                                          |
| Peter Gauweiler               | 1949          | CSU          | München-Fürstenried                      |                                                                                          |
| Alois Glück                   | 1940–2024     | CSU          | Traunstein                               | Fraktionsvorsitzender                                                                    |
| Gebhard Glück                 | 1930–2009     | CSU          | Passau-Ost                               |                                                                                          |
| Christine Goertz              | 1941          | SPD          | Schwaben                                 |                                                                                          |
| Thomas Goppel                 | 1947          | CSU          | Landsberg am Lech, Fürstenfeldbruck-West | Staatsminister                                                                           |
| Josef Göppel                  | 1950–2022     | CSU          | Ansbach-Süd                              |                                                                                          |
| Franz Götz                    | 1945          | SPD          | Oberbayern                               |                                                                                          |
| Eleonore Grabmair             | 1960          | CSU          | Oberbayern                               |                                                                                          |
| Georg Grabner                 | 1952          | CSU          | Berchtesgadener Land                     |                                                                                          |
| Klaus Gröber                  | 1944          | CSU          | Starnberg                                |                                                                                          |
| Walter Grossmann              | 1927–2007     | CSU          | Lichtenfels                              |                                                                                          |
| Harald Güller                 | 1963          | SPD          | Schwaben                                 |                                                                                          |
| Gerda-Maria Haas              | 1942          | SPD          | Mittelfranken                            |                                                                                          |
| Klaus Hahnzog                 | 1936–2025     | SPD          | Oberbayern                               |                                                                                          |
| Christa Harrer                | 1940          | SPD          | Oberbayern                               |                                                                                          |
| Volker Hartenstein            | 1943          | B‘90/Grüne   | Unterfranken                             |                                                                                          |
| Heinz Hausmann                | 1941          | CSU          | Kronach                                  |                                                                                          |
| Inge Hecht                    | 1949–2019     | SPD          | Oberbayern                               |                                                                                          |
| Dieter Heckel                 | 1938–2016     | CSU          | Kulmbach                                 |                                                                                          |
| Max von Heckel                | 1935          | SPD          | Oberbayern                               | ausgeschieden am 5. November 1996                                                        |
| Jürgen W. Heike               | 1949–2022     | CSU          | Coburg                                   |                                                                                          |
| Horst Heinrich                | 1938–2002     | SPD          | Schwaben                                 |                                                                                          |
| Bernd Hering                  | 1946–2015     | SPD          | Oberfranken                              | ausgeschieden am 11. Juli 1996                                                           |
| Joachim Herrmann              | 1956          | CSU          | Erlangen-Stadt                           |                                                                                          |
| Karl-Heinz Hiersemann         | 1944–1998     | SPD          | Mittelfranken                            | Landtagsvizepräsident, † 15. Juli 1998                                                   |
| Anne Hirschmann               | 1935          | SPD          | Oberbayern                               |                                                                                          |
| Wolfgang Hoderlein            | 1953          | SPD          | Oberfranken                              |                                                                                          |
| Walter Hofmann                | 1939          | CSU          | Forchheim                                |                                                                                          |
| Monika Hohlmeier              | 1962          | CSU          | Oberbayern                               | Staatssekretärin                                                                         |
| Manfred Hölzl                 | 1941–2003     | CSU          | Fürstenfeldbruck-Ost                     |                                                                                          |
| Erwin Huber                   | 1946          | CSU          | Dingolfing                               | Staatsminister                                                                           |
| Herbert Huber                 | 1935–2016     | CSU          | Landshut                                 | Staatssekretär (bis 1995), ausgeschieden am 31. März 1996                                |
| Peter Hufe                    | 1954          | SPD          | Mittelfranken                            |                                                                                          |
| Franz Ihle                    | 1933–2021     | CSU          | Neu-Ulm                                  |                                                                                          |
| Eberhard Irlinger             | 1945          | SPD          | Mittelfranken                            |                                                                                          |
| Stefan Jetz                   | 1947          | CSU          | Altötting                                |                                                                                          |
| Thomas Jung                   | 1961          | SPD          | Fürth-Stadt                              |                                                                                          |
| Heinz Kaiser                  | 1941          | SPD          | Unterfranken                             |                                                                                          |
| Raimund Kamm                  | 1952          | B’90/Grüne   | Schwaben                                 | ausgeschieden am 31. Juli 1997                                                           |
| Henning Kaul                  | 1940          | CSU          | Aschaffenburg-Ost                        |                                                                                          |
| Emma Kellner                  | 1953          | B’90/Grüne   | Niederbayern                             |                                                                                          |
| Herbert Kempfler              | 1931          | CSU          | Rottal-Inn                               |                                                                                          |
| Robert Kiesel                 | 1951          | CSU          | Bad Kissingen                            |                                                                                          |
| Rudolf Klinger                | 1937          | CSU          | Weißenburg-Gunzenhausen                  | Staatssekretär                                                                           |
| Christian Knauer              | 1952          | CSU          | Aichach-Friedberg                        |                                                                                          |
| Walter Knauer                 | 1937–2013     | SPD          | Oberfranken                              |                                                                                          |
| Konrad Kobler                 | 1943          | CSU          | Passau-West                              |                                                                                          |
| Elisabeth Köhler              | 1955          | B’90/Grüne   | Schwaben                                 |                                                                                          |
| Heinz Köhler                  | 1942          | SPD          | Oberfranken                              |                                                                                          |
| Hans Kolo                     | 1937–2022     | SPD          | Oberbayern                               |                                                                                          |
| Bernd Kränzle                 | 1942          | CSU          | Augsburg-Stadt-Ost                       |                                                                                          |
| Jakob Kreidl                  | 1952          | CSU          | Miesbach                                 |                                                                                          |
| Thomas Kreuzer                | 1959          | CSU          | Kempten (Allgäu)                         |                                                                                          |
| Georg Kronawitter             | 1928–2016     | SPD          | München-Altstadt                         |                                                                                          |
| Sebastian Kuchenbaur          | 1936–2008     | CSU          | Augsburg-Land-Süd                        |                                                                                          |
| Engelbert Kupka               | 1939          | CSU          | München-Land-Süd                         |                                                                                          |
| Peter Kurz                    | 1943          | fraktionslos | Oberbayern                               | nachgerückt am 7. November 1996 für Max von Heckel, ursprünglich angetreten für die SPD  |
| August Lang                   | 1929–2004     | CSU          | Weiden in der Oberpfalz                  |                                                                                          |
| Hermann Leeb                  | 1938          | CSU          | Aschaffenburg-West                       | Staatsminister                                                                           |
| Gudrun Lehmann                | 1943          | B’90/Grüne   | Oberfranken                              |                                                                                          |
| Monica Lochner-Fischer        | 1952–2012     | SPD          | München-Schwabing                        |                                                                                          |
| Arnulf Lode                   | 1941          | CSU          | Mühldorf am Inn                          |                                                                                          |
| Theresa Lödermann             | 1956          | B’90/Grüne   | Oberbayern                               |                                                                                          |
| Hans Werner Loew              | 1942          | SPD          | Unterfranken                             |                                                                                          |
| Friedrich Loscher-Frühwald    | 1941          | CSU          | Neustadt an der Aisch-Bad Windsheim      |                                                                                          |
| Heidi Lück                    | 1943          | SPD          | Schwaben                                 |                                                                                          |
| Christian Magerl              | 1955          | B’90/Grüne   | Oberbayern                               |                                                                                          |
| Franz Maget                   | 1953          | SPD          | München-Milbertshofen                    |                                                                                          |
| Christoph Maier               | 1931–2021     | CSU          | Erlangen-Höchstadt                       |                                                                                          |
| Gustav Matschl                | 1932–2012     | CSU          | München-Bogenhausen                      |                                                                                          |
| Hans Maurer                   | 1933          | CSU          | Ansbach-Nord                             |                                                                                          |
| Heinz Mehrlich                | 1942          | SPD          | Unterfranken                             |                                                                                          |
| Hermann Memmel                | 1939–2019     | SPD          | Oberbayern                               |                                                                                          |
| Gerhard Merkl                 | 1940–2016     | CSU          | Kelheim                                  | Staatssekretär                                                                           |
| Albert Meyer                  | 1926–2020     | CSU          | Haßberge                                 | Staatssekretär                                                                           |
| Franz Meyer                   | 1953          | CSU          | Niederbayern                             |                                                                                          |
| Ernst Michl                   | 1935–2001     | CSU          | Oberbayern                               |                                                                                          |
| Josef Miller                  | 1947          | CSU          | Memmingen                                |                                                                                          |
| Herbert Mirbeth               | 1948          | CSU          | Regensburg-Land-West                     |                                                                                          |
| Fritz Möstl                   | 1954          | SPD          | Oberpfalz                                |                                                                                          |
| Helmut Müller                 | 1944          | CSU          | Bamberg-Stadt                            |                                                                                          |
| Herbert Müller                | 1944          | SPD          | Schwaben                                 |                                                                                          |
| Willi Müller                  | 1936          | CSU          | Wunsiedel im Fichtelgebirge              | Staatssekretär (ab 1995)                                                                 |
| Petra Münzel                  | 1955          | B’90/Grüne   | Unterfranken                             |                                                                                          |
| Christa Naaß                  | 1955          | SPD          | Mittelfranken                            |                                                                                          |
| Walter Nadler                 | 1946          | CSU          | Bayreuth                                 |                                                                                          |
| Bärbel Narnhammer             | 1948          | SPD          | Oberbayern                               |                                                                                          |
| Karl-Heinz Nätscher           | 1936          | CSU          | Schweinfurt-Süd                          |                                                                                          |
| Armin Nentwig                 | 1943          | SPD          | Oberpfalz                                |                                                                                          |
| Johann Neumeier               | 1945          | CSU          | Garmisch-Partenkirchen                   |                                                                                          |
| Hermann Josef Niedermeier     | 1936          | SPD          | Niederbayern                             |                                                                                          |
| Friedrich Odenbach            | 1945          | SPD          | Oberfranken                              | nachgerückt am 12. Juli 1996 für Bernd Hering                                            |
| Rudolf Peterke                | 1945          | CSU          | Oberbayern                               | nachgerückt am 1. August 1996 für Rudolf Engelhard                                       |
| Gudrun Peters                 | 1951          | SPD          | Niederbayern                             |                                                                                          |
| Franz Josef Pschierer         | 1956          | CSU          | Kaufbeuren                               |                                                                                          |
| Karin Radermacher             | 1945          | SPD          | Unterfranken                             |                                                                                          |
| Sepp Ranner                   | 1939          | CSU          | Rosenheim-West                           |                                                                                          |
| Eugen Freiherr von Redwitz    | 1939          | CSU          | Neuburg-Schrobenhausen                   |                                                                                          |
| Hermann Regensburger          | 1940          | CSU          | Ingolstadt                               | Staatssekretär                                                                           |
| Alfred Reisinger              | 1949          | CSU          | Straubing                                |                                                                                          |
| Sophie Rieger                 | 1933–2022     | B’90/Grüne   | Mittelfranken                            |                                                                                          |
| Roswitha Riess                | 1937          | CSU          | München-Land-Nord                        |                                                                                          |
| Ludwig Ritter                 | 1935–2021     | CSU          | Miltenberg                               |                                                                                          |
| Helmut Ritzer                 | 1938          | SPD          | Mittelfranken                            |                                                                                          |
| Eberhard Rotter               | 1954          | CSU          | Lindau (Bodensee)                        |                                                                                          |
| Herbert Rubenbauer            | 1950          | CSU          | Tirschenreuth                            |                                                                                          |
| Heinrich Rudrof               | 1955          | CSU          | Oberfranken                              | nachgerückt am 1. Mai 1996 für Georg Freiherr von Waldenfels                             |
| Martin Runge                  | 1958          | B’90/Grüne   | Oberbayern                               | nachgerückt am 13. Mai 1996 für Sepp Daxenberger                                         |
| Markus Sackmann               | 1961–2015     | CSU          | Cham                                     |                                                                                          |
| Alfred Sauter                 | 1950          | CSU          | Günzburg                                 | Staatssekretär                                                                           |
| Jürgen Schade                 | 1942          | SPD          | Oberbayern                               |                                                                                          |
| Johann Schammann              | 1953          | B’90/Grüne   | Mittelfranken                            |                                                                                          |
| Marianne Schieder             | 1962          | SPD          | Oberpfalz                                |                                                                                          |
| Werner Schieder               | 1948          | SPD          | Oberpfalz                                |                                                                                          |
| Franz Schindler               | 1956          | SPD          | Oberpfalz                                |                                                                                          |
| Albrecht Schläger             | 1942          | SPD          | Oberfranken                              |                                                                                          |
| Albert Schmid                 | 1943–2014     | CSU          | Augsburg-Stadt-West                      |                                                                                          |
| Albert Schmid                 | 1945          | SPD          | Oberpfalz                                |                                                                                          |
| Berta Schmid                  | 1951          | CSU          | Schwaben                                 |                                                                                          |
| Georg Schmid                  | 1953          | CSU          | Donau-Ries                               |                                                                                          |
| Renate Schmidt                | 1943          | SPD          | Nürnberg-Nord                            | Fraktionsvorsitzende                                                                     |
| Waltraud Schmidt-Sibeth       | 1940          | SPD          | Oberbayern                               |                                                                                          |
| Hilmar Schmitt                | 1942          | SPD          | Unterfranken                             |                                                                                          |
| Erwin Schneider               | 1961          | CSU          | Oberbayern                               |                                                                                          |
| Siegfried Schneider           | 1956          | CSU          | Oberbayern                               |                                                                                          |
| Manfred Scholz                | 1938          | SPD          | Mittelfranken                            |                                                                                          |
| Theresa Schopper              | 1961          | B’90/Grüne   | Oberbayern                               |                                                                                          |
| Fritz Schösser                | 1947–2019     | SPD          | Oberbayern                               |                                                                                          |
| Helmut Schreck                | 1941          | CSU          | Marktoberdorf                            |                                                                                          |
| Manfred Schuhmann             | 1942          | SPD          | Oberbayern                               |                                                                                          |
| Heiko Schultz                 | 1940          | SPD          | Mittelfranken                            |                                                                                          |
| Christl Schweder              | 1936          | CSU          | Nürnberg-Ost                             |                                                                                          |
| Rita Schweiger                | 1943          | CSU          | Oberbayern                               |                                                                                          |
| Helmut Simon                  | 1939–2018     | SPD          | Schwaben                                 |                                                                                          |
| Hildegard Simon               | 1954          | SPD          | Mittelfranken                            | nachgerückt am 20. Juli 1998 für Karl-Heinz Hiersemann, nahm an keiner Sitzung mehr teil |
| Eberhard Sinner               | 1944          | CSU          | Main-Spessart                            |                                                                                          |
| Markus Söder                  | 1967          | CSU          | Nürnberg-West                            |                                                                                          |
| Ludwig Spaenle                | 1961          | CSU          | Oberbayern                               |                                                                                          |
| Hans Spitzner                 | 1943          | CSU          | Neumarkt in der Oberpfalz                | Staatssekretär                                                                           |
| Adi Sprinkart                 | 1953–2013     | B’90/Grüne   | Schwaben                                 | nachgerückt am 1. August 1997 für Raimund Kamm                                           |
| Barbara Stamm                 | 1944–2022     | CSU          | Unterfranken                             | Staatsministerin                                                                         |
| Gustav Starzmann              | 1944–2023     | SPD          | Oberbayern                               |                                                                                          |
| Ekkehard Stegmiller           | 1952          | SPD          | Schwaben                                 |                                                                                          |
| Christa Steiger               | 1951          | SPD          | Oberfranken                              |                                                                                          |
| Christa Stewens               | 1945          | CSU          | Ebersberg                                |                                                                                          |
| Hans Gerhard Stockinger       | 1950–2013     | CSU          | Schweinfurt-Nord                         |                                                                                          |
| Edmund Stoiber                | 1941          | CSU          | Bad Tölz-Wolfratshausen                  | Ministerpräsident                                                                        |
| Johannes Strasser             | 1945          | SPD          | Schwaben                                 |                                                                                          |
| Max Strehle                   | 1946          | CSU          | Augsburg-Land-Nord                       |                                                                                          |
| Irene Maria Sturm             | 1953          | B’90/Grüne   | Oberpfalz                                |                                                                                          |
| Blasius Thätter               | 1936–2023     | CSU          | Dachau                                   |                                                                                          |
| Heinrich Traublinger          | 1943          | CSU          | München-Ramersdorf                       |                                                                                          |
| Ruth von Truchseß             | 1941          | SPD          | Unterfranken                             |                                                                                          |
| Joachim Unterländer           | 1957          | CSU          | München-Moosach                          |                                                                                          |
| Anne Voget                    | 1951–2011     | SPD          | Mittelfranken                            |                                                                                          |
| Philipp Vollkommer            | 1928–2017     | CSU          | Bamberg-Land                             |                                                                                          |
| Joachim Wahnschaffe           | 1941          | SPD          | Oberpfalz                                |                                                                                          |
| Georg Freiherr von Waldenfels | 1944          | CSU          | Hof                                      | Staatsminister (bis 1995), ausgeschieden am 30. April 1996                               |
| Hans Wallner                  | 1950          | CSU          | Deggendorf                               |                                                                                          |
| Manfred Weiß                  | 1944–2017     | CSU          | Roth                                     |                                                                                          |
| Peter Welnhofer               | 1948          | CSU          | Regensburg-Stadt                         |                                                                                          |
| Johanna Werner-Muggendorfer   | 1950          | SPD          | Niederbayern                             |                                                                                          |
| Otto Wiesheu                  | 1944          | CSU          | Freising                                 | Staatssekretär                                                                           |
| Paul Wilhelm                  | 1935–2008     | CSU          | München-Laim                             |                                                                                          |
| Georg Winter                  | 1951          | CSU          | Dillingen an der Donau                   |                                                                                          |
| Hans Zehetmair                | 1936–2022     | CSU          | Erding                                   | Staatsminister                                                                           |
| Otto Zeitler                  | 1944          | CSU          | Nabburg                                  |                                                                                          |
| Alfons Zeller                 | 1945          | CSU          | Sonthofen                                | Staatssekretär                                                                           |
| Josef Zengerle                | 1948          | CSU          | Schwaben                                 |                                                                                          |
| Thomas Zimmermann             | 1946          | CSU          | München-Giesing                          |                                                                                          |